# Петреаса (Алба)
Петреаса (рум. Petreasa) насеље је у Румунији у округу Алба у општини Хореа. Oпштина се налази на надморској висини од 1159 m.

## Становништво
Према подацима из 2002. године у насељу је живело 72 становника, од којих су сви румунске националности.